# Ralja, Smederevo
Ralja (izvirno srbsko Раља) je naselje v Srbiji, ki upravno spada pod Mesto Smederevo; slednja pa je del Podonavskega upravnega okraja.

## Demografija
V naselju živi 1205 polnoletnih prebivalcev, pri čemer je njihova povprečna starost 38,1 let (36,5 pri moških in 39,7 pri ženskah). Naselje ima 485 gospodinjstev, pri čemer je povprečno število članov na gospodinjstvo 3,17.
To naselje je, glede na rezultate popisa iz leta 2002, večinoma srbsko, a v času zadnjih 3 popisov je opazen porast števila prebivalcev.
|  |

| Demografija | Demografija     | Demografija     |
| Leto        | Št. prebivalcev | Št. prebivalcev |
| ----------- | --------------- | --------------- |
|             |                 |                 |
|             |                 |                 |
|             |                 |                 |
|             |                 |                 |
| 1948        | 821             |                 |
| 1953        | 878             |                 |
| 1961        | 954             |                 |
| 1971        | 1010            |                 |
| 1981        | 1261            |                 |
| 1991        | 1358            | 1322            |
| 2002        | 1603            | 1537            |
|             |                 |                 |

| Etnična sestava po popisu iz leta 2002 | Etnična sestava po popisu iz leta 2002 | Etnična sestava po popisu iz leta 2002 | Etnična sestava po popisu iz leta 2002 | Etnična sestava po popisu iz leta 2002 |
| -------------------------------------- | -------------------------------------- | -------------------------------------- | -------------------------------------- | -------------------------------------- |
| Srbi                                   | Srbi                                   |                                        | 1.430                                  | 93,03%                                 |
| Muslimani                              | Muslimani                              |                                        | 8                                      | 0,52%                                  |
| Hrvati                                 | Hrvati                                 |                                        | 5                                      | 0,32%                                  |
| Ukrajinci                              | Ukrajinci                              |                                        | 1                                      | 0,06%                                  |
| Albanci                                | Albanci                                |                                        | 1                                      | 0,06%                                  |
| Neznano                                | Neznano                                |                                        | 88                                     | 5,72%                                  |